# Лоліта (фільм, 1991)
«Лоліта» («ლოლიტა») — радянський телефільм 1991 року, знятий режисером Рамазом Гіоргобіані на студії «Грузія-телефільм».

## Сюжет
Провінціалка Лоліта відмовилася від будинку свого батька і влаштувалася в місті, намагаючись знайти свій шлях у житті.

## У ролях
- Мзія Арабулі — Лоліта
- Рамаз Гіоргобіані — Важа
- Ека Кутателадзе — Ело
- Трістан Саралідзе — Трістан
- Йосип Хаїндрава — маклер
- Бондо Гогінава — Гогі
- Абессалом Лорія — дядько Серго
- Тамара Схіртладзе — сестра Важі
- Варлам Ніколадзе — Джабарбег, дільничний
- Аміран Буадзе — Аміран
- Йосип Лагідзе — слідчий
- Гія Баліашвілі — роль другого плану
- Темо Гвалія — роль другого плану
- Георгій Геловані — роль другого плану
- Гіві Джаджанідзе — роль другого плану
- Джімі Ломідзе — роль другого плану
- Мамука Лорія — роль другого плану
- Бесаріон Маглакелідзе — роль другого плану
- Володимир Меквабішвілі — роль другого плану
- Нана Мчедлідзе — роль другого плану
- Лері Павленішвілі — роль другого плану
- Важа Пірцхалаїшвілі — роль другого плану
- Торніке Тхілава — роль другого плану
- Берта Хапава — роль другого плану
- Михайло Херхеулідзе — роль другого плану
- Вато Ціцішвілі — роль другого плану
- Омар Шоташвілі — роль другого плану
- Кетеван Есаїашвілі — роль другого плану
- Т. Джаніашвілі — епізод
- Р. Кікодзе — епізод
- Т. Петріашвілі — епізод
- Б. Роїнішвілі — епізод
- Олександр Савицький — епізод
- А. Чигошвілі — епізод

## Знімальна група
- Режисер — Рамаз Гіоргобіані
- Сценаристи — Рамаз Гіоргобіані, Б. Маглакелідзе
- Оператор — Гіві Курелі
- Композитор — Гогі Члаїдзе
- Художник — Георгій Лапіашвілі